# Hypatia af Alexandria
Hypatia af Alexandria (græsk: Υπατία; c. 370–415) var en filosof, som underviste i matematik, astronomi og astrologi. Hun boede i Alexandria i Hellenistisk Egypten samtidig med undertrykkelsen af den hedensk kult fra det Romerske kejserrige. Hendes berømmelse stammer primært fra at hun blev myrdet i 415 e.Kr. af en kristen pøbel.
Breve skrevet til Hypatia af hendes elev Synesius giver en idé om hendes intellektuelle miljø. Hun var af den platonske skole, men hendes tilhørsforhold til teksterne af Plotinus er usikkert.
Senere kilder tilskriver Hypatia flere arbejder, herunder kommentarer til Diofants Arithmetica, til Apollonius' Conics, og Ptolemæus' arbejder men ingen har overlevet. Hendes bidrag til videnskaben siges (på et tvivlsomt grundlag) at inkludere opfindelsen af astrolabium og et hydrometer.

## Hypatias liv og virke
Flere værker bliver tilskrevet Hypatia af senere kilder. Disse omfatter kommentarer til Arithmetika af Diofant, Konika af Apollonios og Ptolemaios værker, men ingen af disse kommentarer har overlevet. Breve skrevet til hende af hendes elev Synesius, senere biskop, giver en idé om det intellektuelle miljø, hun var en del af.
Hypatia var datter af Theon, som var lærer ved Museion. Han var også hendes lærer. En kilde fortæller, at Hypatia overgik sin far i matematik og astronomi. Vi ved også, at Hypatia forelæste om og byggede instrumenter, som astrolabium og hydrometer.
Hypatia tog imod elever i sit eget hjem, og hun blev leder for en af platonistskolerne i Alexandria omkring år 400.
Det var ikke usædvanligt i senantikken at lærde kvinder, hedenske eller kristne, underviste i naturfilosofi, eller omgav sig med mandlige elever. Også i Alexandria var der flere lærde kvinder som var kendte i deres samtid, som Aedesia, Skt. Theodora, Eugenia, Skt. Maria egypteren, en senere Hypatia og Skt. Katarina.

### Hypatias autoritet og indflydelse
Hypatia nød stor respekt, hun havde en bred kontaktflade og blev regnet som en af de fremmeste i byen. I social prestige var der ikke stor forskel på hende og biskoppen i Alexandria.
Hun havde stor moralsk autoritet, alle kilder er enige om at hun var et etisk forbillede, og den egenskab, som hendes samtidige satte størst pris på, var hendes ro og mådehold, sofrosyne.
Både kristne og hedninge studerede under hende, to af hendes studenter blev biskopper. Intet i kilderne indikerer konflikt mellem Hypatia og biskop Theofilus af Alexandria.
I Hypatias skole blev der knyttet nære bånd mellem studenter og lærere og mellem studenterne indbyrdes. Flere af hendes tidligere elever kom efterhånden i høje stillinger så langt borte som Konstantinopel, Syrien og Kyrene, så Hypatia havde indflydelse også uden for Alexandria.

### Hypatias neutralitet
I 391 provokerede biskop Theophilus hedenske fraktioner ved at ødelægge templer og afsløre de kneb, som blev brugt for at lokke folk til at tro, at guderne talte gennem de hule tempelstatuer. Dette førte til, at flere nyplatoniske lærere gjorde oprør og forskansede sig i Serapis-templet. Efter at kejseren havde givet dem frit lejde, blev murene ødelagt, således at templet ikke længere kunne bruges som fæstning.
Hypatias skole var ikke en del af denne kamp, og hendes intellektuelle uafhængighed var ikke truet.

## Hypatias død
Både Kari Vogt og Maria Dzielska mener, at det var et politisk mord, og at motivet er at finde i en magtkamp mellem biskop Kyrillos og kejserens præfekt Orestes.
Kyrillos blev biskop i Alexandria i 412, og lige efter blev Orestes udnævnt som kejserens Praefectus Augustalis for Alexandria og Egypten. Orestes var kristen og ven af Hypatia. Formodentlig spurgte han hende også om råds i politiske spørgsmål.
Kyrillos indledte efterhånden en kamp for troens renhed, idet han overfor flere grupper blandede sig i områder, som hidtil havde været præfektens domæne. En gruppe kristne lykkedes et stykke på vej i at tale Kyrillos til fornuft. Også Orestes var stejl, hvilket var en medvirkende årsag til, at konflikten eskalerede.
Hypatia støttede det traditionelle civitas, som indebar et sekulært borgersamfund, hun delte utvivlsomt Orestes' overbevisning om, at biskoppen ikke skulle udøve magt i det, som traditionelt havde været kejserens domæne; og efterhånden gik Hypatia fra at være politisk uafhængig til at udtrykke støtte til Orestes.
De fleste, som støttede Orestes, var kristne, hvilket gjorde situationen yderligere kompliceret for Kyrillos.
En langt senere kilde, fra ca. år 700, fortæller, at nogle af Kyrillos' støtter spredte rygter om, at Hypatia drev hekseri og kastede trolddom over både de kristne og hele byen.
Biskoppen havde en hær på nogen hundrede mand, kaldet parabalanai, som blandt andet fungerede som livvagt. Dzielska skriver, at det ikke er sikkert, at Kyrillos kan holdes ansvarlig for at have planlagt mordet, men hun mener, at det er ret sandsynligt, at det var biskoppens "hær", som udførte ugerningen, i marts 415.

## Eftermæle i kunst og videnskab
På månen findes en serie kratere navngivne efter Hypatia. De bærer navnene Hypatia A og så videre indtil Hypatia H.
Filmen Agora (2009) med Rachel Weisz i hovedrollen handler om Hypatias karriere og skæbne i Alexandria.